# Michael Ball (cantante)
Michael Ashley Ball (Bromsgrove, Worcestershire, Inglaterra; 27 de junio de 1962), actor y cantante británico, ganador de un Premio Laurence Olivier.
Es conocido por canciones como Love Changes Everything y en el teatro ha actuado como Marius en Les Misérables, Alex en Aspects of Love, Caractacus Potts en Chitty Chitty Bang Bang, Raoul en The Phantom of the Opera y Edna Turnblad en Hairspray.

## Discografía

### Álbumes
En estudio
- Michael Ball (1992) Representando en su debut al Reino Unido en el Festival de Eurovisión con la canción "One step out of time", consiguiendo quedar en 2° lugar.
- Always (1993)
- One Careful Owner (1994)
- First Love (1995)
- The Musicals (1996)
- The Movies (1998)
- The Very Best of Michael Ball – In Concert at the Royal Albert Hall (1999)
- Christmas (1999 & 2000)
- This Time... It's Personal (2000)
- Centre Stage (2001)
- A Love Story (2003)
- Love Changes Everything – The Essential Michael Ball (2004)
- Music (2005)
- One Voice (2006)
- Back to Bacharach (2007)
- Past and Present: The Very Best of Michael Ball (2009)
- Heroes (2011)
- Both Sides Now (2013)
- If Everyone Was Listening (2014)

Compilaciones
- The Best of Michael Ball (1994)
- Stages (1996)
- The Collection (1997)
- Songs of Love (1998 & 2009)
- Secrets of Love (2000)
- Michael Ball – The Collection (from M&S) (2000)
- Stage and Screen (2001)
- A Song For You (2003)
- I Dreamed A Dream (2003)
- Seasons of Love (2006)
- Stage and Screen (from Readers Digest) (2006)
- The Silver Collection (2007)
- Encore (2010)
- Songbook (from Readers Digest) (2011)
- Love Changes Everything: The Collection (2012)

### Apariciones en teatro
- Les Misérables – Original London Cast (1985) como Marius Pontmercy
- Les Misérables – Complete Symphonic Recording (1988)  como Marius Pontmercy
- Rage of the Heart – Concept Album (1989)  como Peter Abelard
- Aspects of Love – Original London Cast (1989)  como Alex Dillingham
- West Side Story – Studio Cast (1993)  como Tony
- Les Misérables – 10th Anniversary – The Dreamcast in Concert (1995)  como  Marius Pontmercy
- Passion – Original London Cast in Concert (1997)  como Georgio
- Sondheim Tonight (1998) – Concert Cast
- Hey, Mr. Producer: The Musical World of Cameron Mackintosh (1998) – Concert Cast, Raoul en El fantasma de la ópera, Marius en Les Misérables
- Chitty Chitty Bang Bang – Original London Cast (2002)  como Caractacus Potts
- Sweeney Todd: The Demon Barber of Fleet Street – London Revival Cast (2012)  como Sweeney Todd

| Predecesor: Samantha Janus con A message to your heart | Reino Unido en el Festival de Eurovisión 1992 | Sucesor: Sonia con Better the devil you know |

## Enlacesexternos
- Sitio web oficial
- Sunday Night with Michael Ball en BBC Radio 2
- Michael Ball en Discogs

- Datos: Q934543
- Multimedia: Michael Ball (singer) / Q934543